# Пестрякова Марина
Мари́на Пестряко́ва (* 1972) — українська лижниця; учасниця Олімпійських ігор-1998.

## З життєпису
Вперше виступала на міжнародному рівні на Зимовій Універсіаді-1993 в Закопане — виграла золоту медаль у естафеті. Виступала на Чемпіонаті світу з лижних видів спорту-1993 у Фалуні — 42-ге місце на 5 км та 13-те місце в естафеті.
Брала участь в Чемпіонаті світу з гірськолижного спорту-1997 у Тронгеймі (31; 30; 10). У сезоні 1997/98 вона взяла участь у Рамзау-ам-Дахштайнз 23-м місцем на дистанції 15 км класично, її перші очки Кубка світу. Це також був її найкращий індивідуальний результат на чемпіонаті світу, і таким чином вона досягла 66-го місця у загальному заліку Кубка світу.
Брала участь у п'яти змаганнях на зимових Олімпійських іграх-1998. Посіла 9-ту сходинку — разом із Валентиною Шевченко, Іриною Тараненко-Терелею та Оленою Гаясовою.
На Чемпіонаті світу з лижних видів спорту-2001 посіла 10-ту сходинку. Наступного року брала участь в зимових Олімпійських іграх — на 57 місці в подвійній гонці.
Останнє міжнародне змагання здійснила на чемпіонаті світу з гірськолижного спорту Північної Європи у 2003 році у Валь-ді-Фьємме. Посіла 48 місце у спринті, 40 місце на 10 км класичним стилем і 38 місце у гонці з масовим стартом на 15 км.